# Sandouville
Sandouville és un municipi francès situat al departament del Sena Marítim i a la regió de Normandia. L'any 2007 tenia 769 habitants.

## Demografia

### Població
El 2007 la població de fet de Sandouville era de 769 persones. Hi havia 277 famílies de les quals 52 eren unipersonals (32 homes vivint sols i 20 dones vivint soles), 75 parelles sense fills, 130 parelles amb fills i 20 famílies monoparentals amb fills.
La població ha evolucionat segons el següent gràfic:
Habitants censats

### Habitatges
El 2007 hi havia 285 habitatges, 279 eren l'habitatge principal de la família, 2 eren segones residències i 4 estaven desocupats. 267 eren cases i 12 eren apartaments. Dels 279 habitatges principals, 227 estaven ocupats pels seus propietaris, 45 estaven llogats i ocupats pels llogaters i 7 estaven cedits a títol gratuït; 1 tenia una cambra, 19 en tenien dues, 42 en tenien tres, 89 en tenien quatre i 128 en tenien cinc o més. 251 habitatges disposaven pel capbaix d'una plaça de pàrquing. A 114 habitatges hi havia un automòbil i a 149 n'hi havia dos o més.

### Piràmide de població
La piràmide de població per edats i sexe el 2009 era:
| Homes | Edats   | Dones |
| ----- | ------- | ----- |
| 0     | 95 o +  | 0     |
| 4     | 90 a 94 | 0     |
| 0     | 85 a 89 | 4     |
| 4     | 80 a 84 | 0     |
| 8     | 75 a 79 | 0     |
| 8     | 70 a 74 | 16    |
| 20    | 65 a 69 | 12    |
| 24    | 60 a 64 | 28    |
| 4     | 55 a 59 | 16    |
| 16    | 50 a 54 | 16    |
| 24    | 45 a 49 | 24    |
| 40    | 40 a 44 | 20    |
| 40    | 35 a 39 | 28    |
| 36    | 30 a 34 | 44    |
| 8     | 25 a 29 | 20    |
| 0     | 20 a 24 | 12    |
| 28    | 15 a 19 | 24    |
| 32    | 10 a 14 | 44    |
| 44    | 5 a 9   | 24    |
| 12    | 0 a 4   | 20    |

## Economia
El 2007 la població en edat de treballar era de 519 persones, 365 eren actives i 154 eren inactives. De les 365 persones actives 339 estaven ocupades (201 homes i 138 dones) i 26 estaven aturades (10 homes i 16 dones). De les 154 persones inactives 32 estaven jubilades, 63 estaven estudiant i 59 estaven classificades com a «altres inactius».

### Ingressos
El 2009 a Sandouville hi havia 270 unitats fiscals que integraven 738 persones, la mediana anual d'ingressos fiscals per persona era de 18.402 €.

### Activitats econòmiques
Dels 102 establiments que hi havia el 2007, 5 eren d'empreses extractives, 2 d'empreses alimentàries, 5 d'empreses de fabricació d'elements pel transport, 21 d'empreses de fabricació d'altres productes industrials, 7 d'empreses de construcció, 8 d'empreses de comerç i reparació d'automòbils, 27 d'empreses de transport, 10 d'empreses d'hostatgeria i restauració, 4 d'empreses financeres, 3 d'empreses immobiliàries, 9 d'empreses de serveis i 1 d'una empresa classificada com a «altres activitats de serveis».
Dels 13 establiments de servei als particulars que hi havia el 2009, 1 era una oficina bancària, 2 tallers de reparació d'automòbils i de material agrícola, 1 establiment de lloguer de cotxes, 1 paleta, 1 fusteria, 2 electricistes i 5 restaurants.
L'únic establiment comercial que hi havia el 2009 era una floristeria.
L'any 2000 a Sandouville hi havia 9 explotacions agrícoles que ocupaven un total de 292 hectàrees.

## Equipaments sanitaris i escolars
El 2009 hi havia una escola elemental integrada dins d'un grup escolar amb les comunes properes formant una escola dispersa.

## Poblacions més properes
El següent diagrama mostra les poblacions més properes.